# 小山誠三
小山 誠三（こやま せいぞう、1930年（昭和5年）4月30日 - 2012年（平成24年）9月21日）は、昭和時代後期から平成時代の政治家。埼玉県飯能市長。

## 経歴
埼玉県入間郡飯能町（現飯能市）出身。埼玉県立川越中学校卒業。農業を営む。1972年（昭和47年）から石油会社を経営し、飯能市連合青年団長、飯能市議会議員を3期務めたのち、1989年（平成元年）飯能市長に当選した。